# Candela Márquez
Candela Márquez Hernández (Valência, 28 de fevereiro de 1988) é uma atriz espanhola de cinema, teatro e televisão.

## Biografia
En 1996 começa sua carreira artística participando em diferentes spots publicitários. Aos 20 anos  continuando com sua carreira de atriz na serie televisiva La fuga, interpretando a “Luz” e compartilhando créditos com os atores María Valverde, e Aitor Luna. 
Posteriormente participou da serie televisiva Aída, produzida por Globomedia para a cadeia Telecinco, com os atores Paco León e Carmen Machi.
Em 2014 se une a produção teatral espanhola “Nos vemos en el cielo”, compartindo cenário com Marlène Mourreau e Francisco Florido. A obra teve passagem em diferentes cidades espanholas e finalizou com grande êxito em Madrid.
No México, consegue fama por sua atuação como “Aitana” na novela “Muchacha italiana viene a casarse” produzida por Pedro Damián e com os atores Livia Brito, Isela Vega e José Ron.
Em 2016, integrou o elenco da telenovela mexicana Un camino hacia el destino, onde deu vida a personagem Isabela de León.

## Carreira

### Televisão
| Ano       | Título                            | Personagem                   |
| --------- | --------------------------------- | ---------------------------- |
| 2019      | Betty en NY                       | Jennifer "Jenny" Wendy Reyes |
| 2018      | Like                              | Candela                      |
| 2017-2018 | Sin tu mirada                     | Lucrecia Zamudio             |
| 2017      | Las Buchonas                      | Yuliana                      |
| 2016      | Un camino hacia el destino        | Isabela de León              |
| 2014-2015 | Muchacha italiana viene a casarse | Aitana de la Riva            |
| 2013      | Aída                              | Carol                        |
| 2013      | ¿Bailas?                          | Victoria                     |
| 2012      | La fuga                           | Luz                          |
| 2009      | 18, la serie                      | Jessica                      |

### Cinema
| Ano  | Filme                           | Personagem                   |
| ---- | ------------------------------- | ---------------------------- |
| 2015 | Yo nunca                        | Curta-metragem/Sem catalogar |
| 2012 | Aun hay tiempo                  | Esposa de Alejandro          |
| 2011 | Tarancón, el quinto mandamiento | Esposa do Advogado           |
| 2011 | Oasis                           |                              |
| 2009 | Aurora                          | Aurora                       |
| 2008 | El menú                         | Marta                        |

### Teatro
| Ano  | Obra                                | Personagem | Direção           |
| ---- | ----------------------------------- | ---------- | ----------------- |
| 2014 | Nos vemos en el cielo!              | Nuria      | Francisco Florido |
| 2012 | Musical Infantil, Circo de la Magia | Bella      | Javier Quirós     |

## Ligações Externas
- Candela Márquez. no IMDb.
- Candela Márquez (Site Oficial)